# NGC 6481
NGC 6481 este o galaxie situată în constelația Ophiuchus. A fost descoperită în 21 august 1859 de către Christian Heinrich Friedrich Peters.